# 勿忘にくちづけ
「勿忘にくちづけ」（わすれなにくちづけ）は、2018年7月25日にGIZA studioから発売された、植田真梨恵のメジャー8枚目のシングル。

## 概要
チョーヤ「夏梅」CMソング。ミュージック・ビデオでは表題曲のレコーディングメンバーと共に廃工場の跡地で披露するという内容で行われた。初回限定盤はDVD付き。

## 収録曲
CD
全曲　作詞・作曲：植田真梨恵
1. 勿忘にくちづけ
編曲：植田真梨恵
2. 雨にうたえば
編曲：joe daisque
3. distracted (ボイスメモ)
編曲：植田真梨恵
4. 勿忘にくちづけ –off vo.–

DVD
- まわりくるめロケ
- 「勿忘にくちづけ」Live of Lazward Piano "bilberry tour" 2018.3.24 東京グローブ座

## レコーディング参加
- 植田真梨恵 - ボーカル、アコースティックギター
  - 西村広文 - ピアノ
  - 車谷啓介（Sensation） - パーカッション